# San Isidro (Buenos Aires)
San Isidro é uma cidade da Argentina, localizada na província de Buenos Aires, situada na região metropolitana de Buenos Aires.